# 大蓋格山

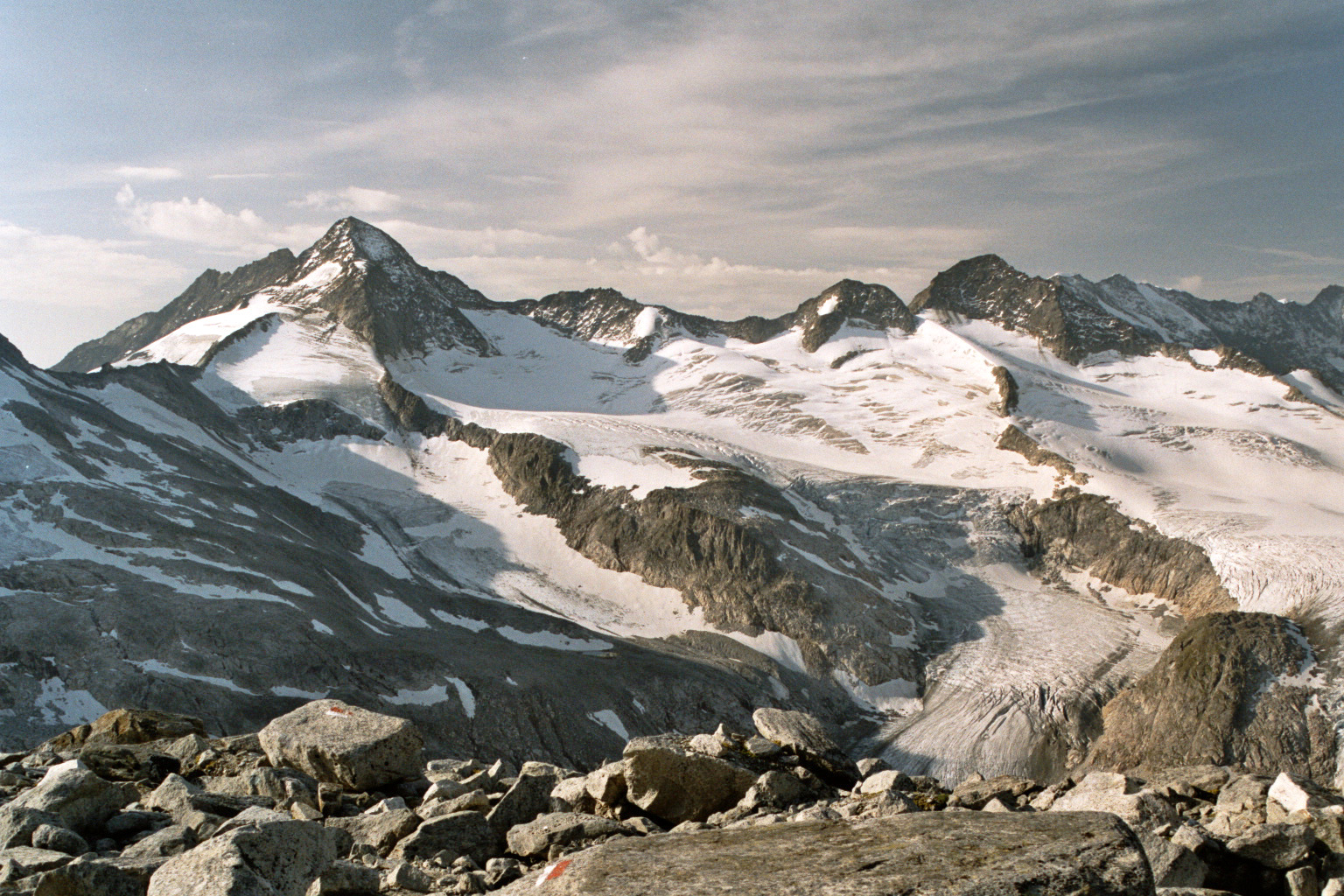

47°05′37″N 12°18′29″E / 47.09361°N 12.30806°E
大蓋格山（德語：Großer Geiger），是奧地利的山峰，位於該國西部，處於蒂羅爾州和薩爾茨堡州接壤的邊界，屬於維內迪傑山脈的一部分，海拔高度3,360米，每年平均降雨量1,971毫米。